# Liste der Flaggen im Neckar-Odenwald-Kreis
Diese Liste beinhaltet alle Flaggen im Neckar-Odenwald-Kreis in Baden-Württemberg.
In Baden-Württemberg werden zweibahnige Flaggen verliehen, deren Farben den Wappenfarben entsprechen. Dabei wird oft als erste Farbe der Flagge (links vom Betrachter) die Farbe der Wappenfigur und als zweite Farbe die des Wappengrundes genommen. Flaggen, die vor Inkrafttreten der deutschen Gemeindeordnung 1935 geführt wurden, dürfen beibehalten werden, auch wenn diese nicht den heutigen Bestimmungen in Baden-Württemberg entsprechen.

## Neckar-Odenwald-Kreis
| Landkreis             | Flagge | Kommentare |
| Neckar-Odenwald-Kreis |        | Wappen am 5. November 1975 verliehen: „In gespaltenem Schild vorn von Silber und Blau schräggerautet, hinten in Rot ein sechsspeichiges silbernes Rad.“ Flagge: Weiß-Blau. |

## Flaggen der Städte im Neckar-Odenwald-Kreis
| Stadt       | Flagge | Kommentare |
| Adelsheim   |        | Steinbockshorn in älteren Siegel; Wappen und Flagge vom Landratsamt Neckar-Odenwald-Kreis am 16. August 1976 neu verliehen: „In Silber (Weiß) ein gebogenes schwarzes Steinbockshorn.“ Flagge: Schwarz-Weiß. |
| Buchen      |        | Wappenbild im ersten Stadtsiegel von 1322, als Wappen im Kirchengewölbe in 1504; Wappen mit Flagge vom Landratsamt am 9. Juni 1989 neu verliehen: „In Silber (Weiß) auf grünem Dreiberg eine grüne Buche, der Stamm beheftet mit einem gelehnten roten Schild, worin ein sechsspeichiges silbernes (weißes) Rad, beiderseits des Stammes aus der mittleren Kuppe des Dreibergs wachsend je ein auswärts geneigter grüner Zweig.“ Flagge: Grün-Weiß.                       |
| Mosbach     |        | Reichsadler in ältestem Siegel von 1330, Brustschild später hinzugefügt; Wappen und Flagge vom Regierungspräsidium Karlsruhe am 18. März 1977 neu verliehen: „In Gold (Gelb) ein rot bewehrter und rot bezungter schwarzer Adler, belegt mit einem silbernen (weißen) Brustschild, worin übereinander die schwarzen lateinischen Großbuchstaben OM.“ Flagge: Schwarz-Gelb. Es existieren Varianten in den Farben Schwarz-Gelb-Rot.                                        |
| Osterburken |        | Mainzer Rad in Siegeln seit 1616, heutige Tingierung im Oktober 1950 festgelegt: „In Silber (Weiß) ein sechsspeichiges rotes Rad.“ Flagge: Rot-Weiß. |
| Ravenstein  |        | Wappen und Flagge vom Innenministerium am 13. März 1975 verliehen: „In Silber (Weiß) unter gezinntem roten Schildhaupt (drei silberne [weiße] Zinnen) ein sechsspeichiges schwarzes Rad.“ Flagge: Schwarz-Weiß. |
| Walldürn    |        | Wappenbild im ältesten Siegel von 1419, Wappen in Zeichnung und Tingierung 1960 festgelegt, Flagge vom Bürgerausschuss am 29. Mai 1926 entschieden: „In Silber (Weiß) auf grünem Boden zwischen zwei grünen Linden eine gezinnte rote Burg mit rechtsstehendem Turm und hochgezogenem schwarzen Fallgatter im offenen Tor des Turmes, darüber schwebend ein an den Turm gelehnter roter Schild, worin ein sechsspeichiges silbernes (weißes) Rad.“ Flagge: Rot-Weiß-Grün. |

## Flaggen der Gemeinden im Neckar-Odenwald-Kreis
| Gemeinde       | Flagge | Kommentare |
| Aglasterhausen |        | Wappenbild im Gerichtssiegel aus dem 18. Jahrhundert, Wappen mit Tingierung im Jahre 1961 festgelegt, Flagge vom Innenministerium am 7. Juni 1962 verliehen: „In Silber (Weiß) auf grünem Schildfuß zwischen zwei grünen Pappeln mit schwarzem Stamm ein rotes Haus, auf dessen Dach eine schwarze Elster sitzt.“ Flagge: Rot-Weiß. |
| Billigheim     |        | Wappen in Siegeln seit Ende des 19. Jahrhundert, Tingierung des unteren Feldes im Jahre 1961 vertauscht; Wappen und Flagge vom Innenministerium am 13. August 1975 neu verliehen: „In geteiltem Schild oben in Blau schräggekreuzt ein linksgewendeter goldener (gelber) Krummstab und ein goldenes (gelbes) Patriarchenhochkreuz mit Kleeblattenden, beide umschlungen von einem silbernen (weißen) Tuch, unten in Silber (Weiß) ein achtspeichiges rotes Rad.“ Flagge: Gelb-Blau. |
| Binau          |        | Wappen und Flagge vom Innenministerium am 5. November 1957 verliehen: „In geteiltem Schild oben in Blau zwei goldene (gelbe) Bienenkörbe nebeneinander, unten in Silber (Weiß) ein blauer Fisch.“ Flagge: Blau-Weiß. |
| Elztal         |        | Wappen von Dallau, gestaltet im Jahre 1913, weitergeführt, mit Flagge vom Innenministerium am 20. Januar 1975 verliehen: „In Silber (Weiß) der blaugekleidete heilige Michael mit blauen Flügeln, in der erhobenen Rechten ein goldenes (gelbes) Schwert, in der Linken eine goldene (gelbe) Waage haltend, rechts unten ein ovaler, gespaltener Schild, darin vorn in Silber (Weiß) ein schwarzes Tatzenkreuz (Deutschordenskreuz), hinten von Silber (Weiß) und Blau schräggerautet.“ Flagge: Blau-Weiß. |
| Fahrenbach     |        | Wappen und Flagge vom Landratsamt Neckar-Odenwald-Kreis am 24. November 1980 verliehen: „In Gold (Gelb) auf grünem Dreiberg ein roter Turm mit flachem Pyramidendach, vorkragendem Umgang und vier schwarzen Fenstern (2:2).“ Flagge: Rot-Gelb. |
| Hardheim       |        | Wappenbild in Siegel von 1668, Wappen und Tingierung im Jahre 1915 festgelegt, Flagge vom Regierungspräsidium Nordbaden am 18. Juni 1953 verliehen: „In Rot eine silberne (weiße) Kirche mit zwei sechseckigen Türmen, auf deren spitzen Dächern je ein silbernes (weißes) Kreuz; zwischen den Türmen auf silberner (weißer) Mondsichel in goldenem (gelbem) Strahlenkranz thronend die blau gekleidete, golden (gelb) gekrönte und nimbierte Madonna, in der Rechten ein goldenes (gelbes) Zepter, mit der Linken den golden (gelb) nimbierten nackten Jesusknaben haltend; unten, mit seiner oberen Hälfte in die Kirchenfront ragend ein ovaler gevierter Schild, worin Feld 1: Von Rot und Silber (Weiß) durch drei Spitzen geteilt, Feld 2 und 3: In Blau ein mit drei blauen Ringen belegter silberner (weißer) Schrägbalken, Feld 4: In Blau eine schrägrechte rot-silbern (weiß) gevierte Fahne an goldener (gelber) Stange.“ Flagge: Blau-Rot. |
| Haßmersheim    |        | Weintraube im ältesten Siegel von 1739, geteilter Schild in Siegeln im 19. Jahrhundert; Traube in natürlichen Farben im Jahre 1912, heutige Tingierung im Jahre 1961 festgelegt: „In geteiltem Schild oben von Blau und Silber (Weiß) schräggerautet, unten in Silber (Weiß) an schwarzem Rebast mit zwei grünen Blättern eine blaue Traube.“ Flagge: Blau-Weiß. |
| Höpfingen      |        | Wappenbild mit Heiligen Ägidius auf Konsole in Gerichtssiegel von 1777, Wappen im Jahre 1957 überarbeitet, mit Flagge vom Innenministerium am 17. Mai 1966 verliehen: „In Silber (Weiß) auf grünem Boden stehend der hl. Agidius mit silberner (weißer) Albe, rotem Chorrock und Schuhen, schwarzer Stola und rotbordierter silberner (weißer) Mitra, in der erhobenen Rechten ein schwarzes Buch, in der Linken einen goldenen (gelben) Krummstab (Krümme nach außen) haltend, hinter ihm stehend eine schwarze Hirschkuh mit schwarzem Pfeil in der Brust.“ Flagge: Rot-Weiß, Weiß-Rot. |
| Hüffenhardt    |        | Wappen und Flagge vom Innenministerium am 4. Mai 1960 verliehen: „In gespaltenem Schild vorn in Rot eine gestürzte goldene (gelbe) Pflugschar, hinten in Blau zwei goldene (gelbe) Balken.“ Flagge: Gelb-Rot. |
| Limbach        |        | Wappen im Jahre 1900 angenommen, Tingierung im Jahre 1960 festgelegt, Flagge vom Innenministerium am 6. September 1966 verliehen; Wappen und Flagge vom Landratsamt am 16. August 1976 neu verliehen: „In gespaltenem Schild vorn in Rot eine silbern (weiß) ausgeschlagene goldene (gelbe) Mitra, durch die ein aus dem Unterrand emporkommender goldener (gelber) Krummstab gesteckt ist, hinten in Silber (Weiß) zwei rot bewehrte und rot bezungte blaue Adler übereinander.“ Flagge: Gelb-Rot, Rot-Gelb. |
| Mudau          |        | Wappen im Jahre 1907 angenommen, mit Flagge vom Landratsamt Neckar-Odenwald-Kreis am 6. Dezember 1977 neu verliehen: „In Rot ein silberner (weißer) Wellenschrägbalken, beiderseits begleitet von je einem sechsspeichigen silbernen (weißen) Rad.“ Flagge: Weiß-Rot. |
| Neckargerach   |        | Wappenbild in Gerichtssiegel von 1766, Tingierung im Jahre 1907 festgelegt: „In Blau eine schrägrechte, mit roten Punkten bestreute silberne (weiße) Forelle.“ Flagge: Weiß-Blau. |
| Neckarzimmern  |        | Wappenbild in Siegeln seit dem 19. Jahrhundert, Wappen und Tingierung am 14. Januar 1957 angenommen; Flagge am 30. August 1967 vom Innenministerium verliehen: „In Schwarz ein linksgewendeter, widersehender goldener (gelber) Greif, mit den Vorderpranken ein fünfspeichiges silbernes (weißes) Rad haltend.“ Flagge: Gelb-Schwarz, Schwarz-Gelb. |
| Neunkirchen    |        | Wappenbild in Gerichtssiegel aus dem 18. Jahrhundert, Wappen mit Kirche in natürlichen Farben im Jahre 1908 angenommen, Kirche seit 1961 rot; Flagge vom Landratsamt Neckar-Odenwald-Kreis am 8. August 1989 verliehen: „In Silber (Weiß) auf grünem Schildfuß eine rote Kirche mit rechtsstehendem Turm, auf dem Dach des Turmes und dem First des Schiffes je ein rotes Kreuz.“ Flagge: Grün-Weiß. |
| Obrigheim      |        | Wappen im Jahre 1913 festgelegt, Flagge seit 1930 geführt: „Durch eine aufsteigende, eingebogene rote Spitze, worin ein schmaler, in drei beieinanderliegende Kugeln (1:2) auslaufender silberner (weißer) Göpel, gespalten; vorn von Blau und Silber (Weiß) schräglinks gerautet, hinten in Schwarz ein rot bewehrter und rot bezungter goldener (gelber) Löwe.“ Flagge: Gelb-Blau. |
| Rosenberg      |        | Wappen und Flagge vom Landratsamt am 16. August 1976 verliehen: „In schräglinks geteiltem Schild oben in Gold (Gelb) eine gold (gelb) besamte rote Rose, unten in Rot ein achtspeichiges goldenes (gelbes) Rad.“ Flagge: Gelb-Rot, Rot-Gelb. |
| Schefflenz     |        | Wappen und Flagge vom Landratsamt Neckar-Odenwald-Kreis am 27. April 1972 verliehen: „Durch eine eingebogene silberne (weiße) Spitze, worin ein linkshin liegendes grünes Eichenblatt unter einer pfahlweis gestellten grünen Erbsenschote mit silbernen (weißen) Erbsen, geteilt; vorn von Blau und Silber (Weiß) schräglinks gerautet, hinten in Schwarz ein rot bewehrter und rot bezungter goldener (gelber) Löwe.“ Flagge: Gelb-Schwarz. |
| Schwarzach     |        | Apfelzweig in Gerichtssiegel von 1786, Wappen von Oberschwarzach übernommen und mit Flagge vom Innenministerium am 10. April 1972 verliehen: „In Silber (Weiß) an pfahlweis gestelltem, belaubten grünen Zweig drei rote Äpfel (1:2).“ Flagge: Rot-Weiß. |
| Seckach        |        | Wappen und Flagge vom Landratsamt Neckar-Odenwald-Kreis am 27. Januar 1977 verliehen: „In Silber (Weiß) eine eingebogene rote Spitze, belegt mit einem fünfspeichigen silbernen (weißen) Rad, begleitet vorn von einem schwarzen Steinbockshorn (Grind rechts), hinten von einem pfahlweis gestellten schwarzen Streitbeil.“ Flagge: Schwarz-Weiß. |
| Waldbrunn      |        | Wappen und Flagge vom Landratsamt am 10. November 1976 verliehen: „In Silber (Weiß) eine in Form eines Tannenwipfels dreimal gezahnte grüne Spitze, belegt mit einer anstoßenden silbernen (weißen) Brunnenschale mit drei aufsteigenden silbernen (weißen) Fontänen übereinander.“ Flagge: Grün-Weiß. |
| Zwingenberg    |        | Wappen in Siegel aus dem 19. Jahrhundert, im Jahre 1913 angenommen: „In Blau drei (2:1) silberne (weiße) Schwanenhälse mit goldenen (gelben) Schnäbeln.“ Flagge: Weiß-Blau. |